# Jacques Renard
Jacques Renard   (Béthune, 6 de març de 1944) és un actor, director de cinema i guionista francès,

## Filmografia

### Actor
- 1971 : Quatre Nuits d'un rêveur, de Robert Bresson : un passant[1]
- 1973 : La Maman et la Putain, de Jean Eustache : l'ami d'Alexandre
- 1976 : Monsieur Albert, d'ell mateix: Yves

### Director
- 1976 : Monsieur Albert
- 1981 : Mémoire de la mine et des mineurs
- 11983 : Trois morts à zéro (téléfilm)[2]
- 1985 : Blanche et Marie
- 1990 : Inventaires
- 1994 : 3000 scénarios contre un virus
- 1998 : Papa est monté au ciel (telefilm)
- 2000 : Jeanne, Marie et les autres (telefilm)
- 2000 : Les Déracinés (telefilm)
- 2002 : Une famille à tout prix (telefilm)
- 2003 : Satan refuse du monde (telefilm) amb Maurice Dekobra
- 2005 : Louise (telefilm)
- 2006 : Le Doux Pays de mon enfance (telefilm)
- 2009 : Un souvenir (teleéfilm)
- 2012 : Interdits d'enfants (telefilm) ; ambc Prune Berge

### Guionista
- 1976 : Monsieur Albert
- 1985 : Blanche et Marie